# Batalla de Rocroi
La batalla de Rocroi va tenir lloc el 19 de maig de 1643 durant la Guerra dels Trenta Anys, el seu resultat va ser una decisiva victòria de l'exèrcit francès sobre l'exèrcit espanyol.

## Antecedents
El cardenal Richelieu morí el desembre de 1642 i la salut de Lluís XIII de França era feble. Com que Espanya estava involucrada en massa conflictes, Olivares volia buscar la pau amb les Províncies Unides i França. A la República feia temps que hi havia una discussió entre una facció que volia continuar la guerra i una facció que volia la pau, que creixia amb els anys, increment de costos i manca d'èxit, i el 1643 es va reduir-les, i Francisco de Melo, sent-ne coneixedor, va preparar un atac a França perquè no havia de témer un atac republicà.
L'exèrcit imperial espanyol establert a Flandes, que el 1642 anterior havia aniquilat un dels exèrcits francesos a la batalla de Honnecourt avançava des de Flandes cap a França travessant la regió de les Ardenes, intentava reduir la pressió francesa sobre Catalunya, on havien caigut Perpinyà i Salses, i evitar la invasió del Franc Comtat.
Les tropes espanyoles van assetjar Rocroi que és al principi de la ruta per la vall de l'Oise que du a París, i els francesos sota el comandament de Lluís II de Borbó-Condé reaccionen ràpidament i forcen la batalla abans que arribin els reforços espanyols, 1.000 cavalls i 3.000 infants comandats per Johan de Beck.

## Ordre de batalla
El 18 de maig de 1643, a les 8 del matí, va arribar l'avantguarda de les forces franceses al comandament de Jean de Gassion. Posteriorment va arribar Lluís II de Borbó-Condé, el duc d'Enghien amb tot el gruix de l'exèrcit i el va posar en moviment. Els espanyols van quedar entre la ciutat de Rocroi i l'exèrcit francès. Els dos exèrcits van mantenir les posicions durant la nit.

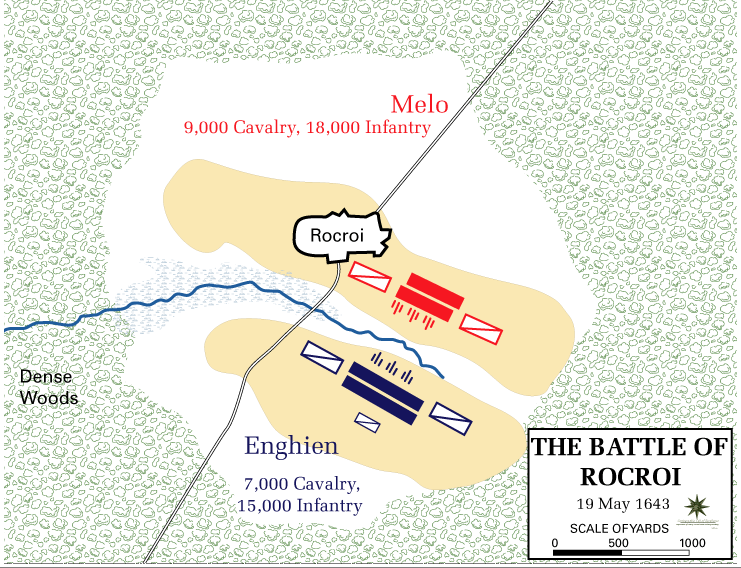
Disposició de les tropes

Els espanyols, sota el comandament de Francisco de Melo es van desplegar a la dreta amb tres regiments de cavalleria d'Alsàcia comandades pel Comte de Wissemburg i el regiment croata de Neygb Ystuan en primera línia i tres regiments de cavalleria més en segona línia. Al centre es van situar 19 batallons d'infanteria comandats per Paulo Bernard de Fontaine, cinc d'ells en la dreta, i a l'esquerra un batalló espanyol, tres italians i un de Borgonya. Rere aquests es trobaven quatre batallons alemanys a la dreta i cinc valons a l'esquerra. L'ala esquerra es trobava la cavalleria de Flandes, comandada pel Francisco Fernández de la Cueva, el duc d'Albuquerque, amb 12 esquadrons. A més, l'exèrcit disposava d'un esquadró de cavalleria de reserva i 18 canons situats davant dels terços. Durant la nit, un contingent de 500 mosqueters es va situar davant de la cavalleria de Flandes per cobrir l'espai.
L'exèrcit francès, comandat pel duc d'Enghien, disposava al centre de 12 canons dirigits pel senyor de la Barre i al seu darrere 15 batallons d'infanteria sota el comandament de Roger de Bossost i 7 batallons en la segona línia. Els 28 esquadrons de cavalleria es dividiren en 13 esquadrons a l'esquerra sota el comandament d'Henri de La Ferté-Senneterre i François de l'Hospital i 15 esquadrons de la dreta sota el comandament del mateix duc d'Enghien i Jean de Gassion, baró de Gassion, i el suport d'alguns petits destacaments de mosqueters com a suport de la cavalleria a cada ala. A més hi havia una brigada de reserva amb 3 batallons sota el comandament de Claude de Letoul, el baró de Sirot.

## Desenvolupament tàctic
La batalla va començar a l'alba quan amb una càrrega de la cavalleria contra els mosqueters. L'exèrcit francès va atacar però la infanteria francesa va ser aturada per l'espanyola. La cavalleria de l'ala esquerra francesa, que va carregar contra les ordres de Lluís II de Borbó-Condé, també va ser refusada. Però la cavalleria de la dreta francesa va derrotar a la cavalleria espanyola que se li va oposar. Ara els francesos podien continuar atacant el flanc esquerre de la infanteria espanyola que havia quedat al descobert. Un contra-atac de la cavalleria espanyola va ser aturat per l'avanç de les reserves franceses.

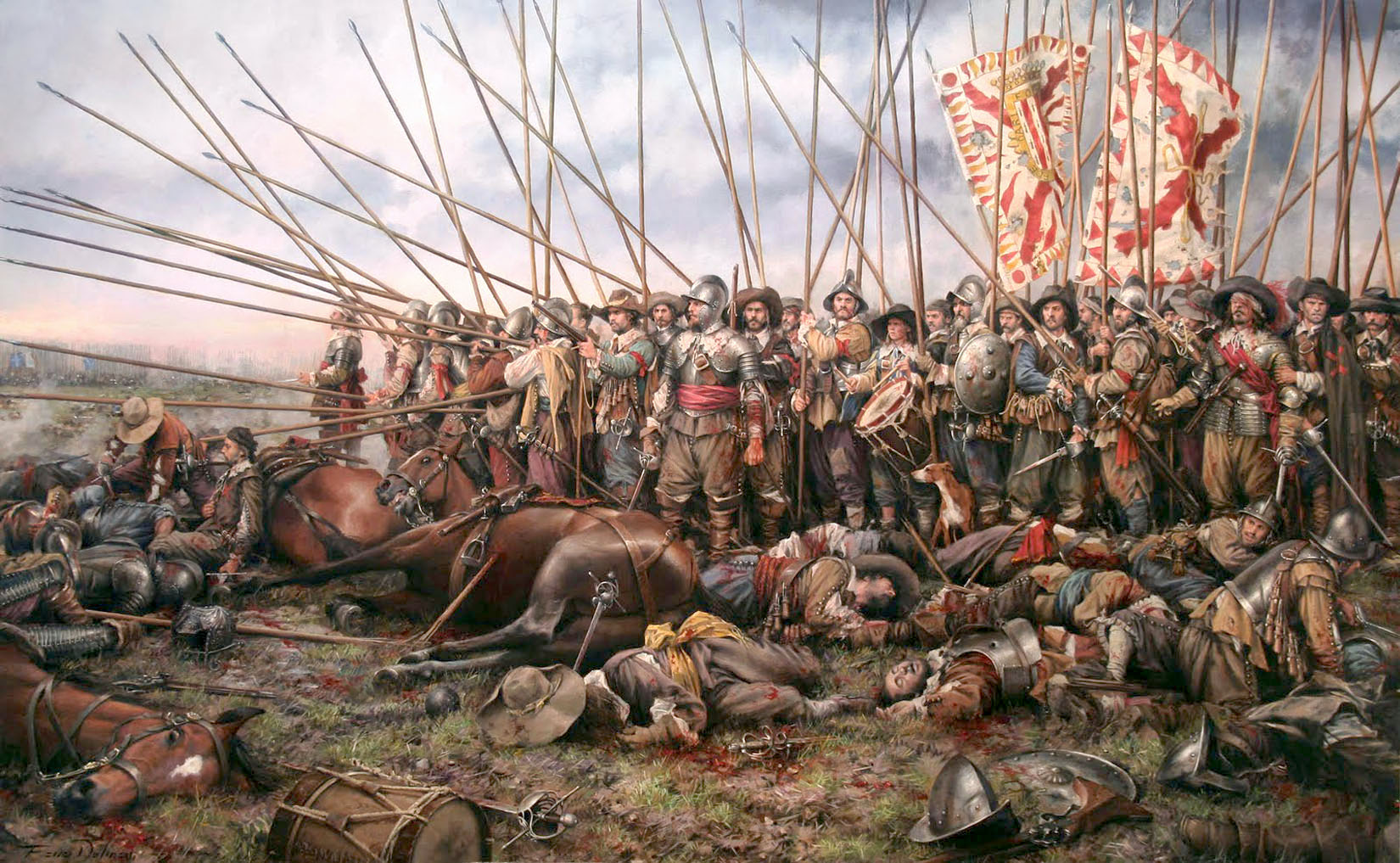
Rocroi, el último tercio (2011), d'Augusto Ferrer-Dalmau

En aquest moment Condé va procedir a vorejar tot l'exèrcit espanyol amb la seva cavalleria, passant per darrere seu i va atacar a la cavalleria espanyola que encara lluitava amb les seves reserves. El resultat va ser la fugida de la cavalleria espanyola que va deixar sola a la seva infanteria. Els francesos van ser refusats dos cops pels quadres espanyols. Llavors va procedir a castigar-los amb la seva artilleria i la que havia pres als espanyols.
Els espanyols, envoltats i sense possibilitats de trencar les línies franceses van decidir rendir-se. Van disparar sobre els oficials francesos que venien a negociar la rendició, pensant que era un altre atac francès. Indignat per aquest fet Condé va ordenar un nou atac i les restes dels quadres espanyols es van trencar.
Les pèrdues dels espanyols van ser de 7.500 i les dels francesos de 4.000 homes.